# Gliese 710
Désignations
Gliese 710 est une étoile naine orange de la constellation du Serpent, située à ∼ 62,1 a.l. (∼ 19 pc) du Soleil.
Cette étoile se caractérise par un mouvement propre extrêmement faible et un décalage vers le bleu notable pour une étoile aussi proche. Cela signifie qu'elle s'approche du Système solaire et passera à proximité.
- D'après les données d'Hipparcos, cette étoile va s'approcher très près du Soleil d'ici 1,4 million d'années, et peut-être même pénétrer dans le nuage d'Oort à 70 000 ua soit environ 1,1 al.
- En 2016 les données du satellite astrométrique Gaia renforcent et affinent les prévisions précédentes : d'ici environ 1,3 million d'années, Gliese 710 passera à 13 000 ± 6 000 ua du Soleil, et donc largement à l'intérieur du nuage d'Oort[5].

Il est probable que le futur passage de Gliese 710 perturbera le nuage d'Oort et provoquera un afflux de comètes vers le Système solaire interne (comme Algol il y a 7,3 millions d'années).

## Dans la culture populaire
En 2022, le dernier morceau de l'album Ice, Death, Planets, Lungs, Mushrooms and Lava du groupe de rock psychédélique australien King Gizzard & The Lizard Wizard s'intitule Gliese 710. La chanson est entièrement écrite en mode Locrien.